# The Legendary Marvin Pontiac
The Legendary Marvin Pontiac: Greatest Hits è il primo album in studio dell'immaginario musicista indie rock afroamericano Marvin Pontiac (inventato da John Lurie), pubblicato nel 1999 dalla Strange & Beautiful Music.

## Descrizione

### Premessa
L'album è stato pubblicato da John Lurie sotto il nome di "Marvin Pontiac". Marvin Pontiac è un personaggio immaginario, nato nel 1932 a New York. Si dice che iniziò a suonare fin da piccolo, anche se non esistono dischi reperibili alla sua infanzia. Durante gli anni settanta, inizia a soffrire problemi psichiatrici, finendo così in un istituto mentale. Nell'istituto, vengono scattate alcune foto candide di esso, rendendole "le uniche foto esistenti di Marvin Pontiac". In tutte le foto, è vestito in modo analogo, ma non vi è mai mostrata la faccia. Marvin muore nel 1977 dopo essere stato investito da un autobus.

## Tracce
Testi e musiche di John Lurie.
1. I'm A Doggy – 3:30
2. Small Car – 5:45
3. Now I'm Happy – 3:49
4. Power – 4:02
5. Runnin' Round – 3:39
6. Pancakes – 4:34
7. Bring Me Rocks – 3:32
8. Rubin – 3:36
9. Wanna Wanna – 4:49
10. Sleep At Night – 3:25
11. Arms & Legs – 2:40
12. She Ain't Going Home – 3:12
13. Little Fly – 1:39
14. No Kids – 3:05

Durata totale: 51:17

## Formazione
- Marvin Pontiac - voce, armonica a bocca, sassofono contralto, chitarra, tastiere, sitar I crediti restanti possono essere visti qui.